# Сальва Севілья
Сальвадор Севілья Лопес (ісп. Salvador "Salva" Sevilla López, нар. 18 березня 1984, Берха,  Іспанія) — іспанський футболіст, півзахисник «Мальорки».

## Ігрова кар'єра
У дорослому футболі дебютував 2002 року виступами за команду «Полідепортіво», в якій провів два сезони, взявши участь у 10 матчах чемпіонату. 
Згодом з 2004 по 2008 рік грав за другі команди провідних іспанських клубів — «Атлетіко Мадрид Б» та «Севілья Атлетіко».
Своєю грою за останню команду привернув увагу представників тренерського штабу «Саламанки», до складу якої приєднався 2008 року. Відіграв за клуб з Саламанки наступні два сезони своєї ігрової кар'єри. Більшість часу, проведеного у складі «Саламанки», був основним гравцем команди.
Згодом чотири сезони відіграв за «Реал Бетіс» і три сезони захищав кольори «Еспаньйола». 
2017 року перейшов до «Мальорки», в якій 33-річний футболіст став гравцем основного складу. В сезоні 2019/20 провів свою соту гру за команду з Балеарських островів у чемпіонатах Іспанії.